# Cycling Team Capec
Capec was een Kazachse wielerploeg. De ploeg reed voornamelijk in de UCI Africa Tour en de UCI Asia Tour. Toen de ploeg in 2006 werd opgeheven wist slechts één renner een andere professionele ploeg te bereiken, namelijk Andrej Mizoerov, die naar Astana ging. Veel renners vervolgden hun carrière bij Ulan, en enkelen van hen zijn later alsnog bij Astana terechtgekomen.
De bekendste renners van de ploeg waren de broertjes Valentin en Maksim Iglinski.

## Bekende oud-renners
- Asan Bazajev (2004-2005)
- Aleksandr Djatsjenko (2004-2006)
- Dmitri Groezdev (2006)
- Maksim Iglinski (2004)
- Valentin Iglinski (2004-2006)
- Andrej Mizoerov (2005-2006)